# Петко Боз
Петко Петров, известен като Петко Боз или Гизда Петко, е български майстор-строител от Ранното Възраждане, представител на Брациговската архитектурно-строителна школа.

## Биография
Петко Боз е роден в 1784 година в костурското село Орешче, тогава в Османската империя. В 1791 година се изселва в Брацигово с баща си. Наследява занаята от баща си и дядо си и е известен строител на църкви. Според кондиката на дюлгерския еснаф в Брацигово Петко Боз е един от основоположниците на еснафа.
В 1830 – 1832 година Петко Боз построява едновременно църквите „Св. св. Константин и Елена“ и „Света Неделя“ в Пловдив. След това Петко Боз строи „Света Троица“ в Казанлък, завършена на 15 март 1834 година, и успоредно на нея в същия град и „Успение Богородично“, която завършва на 15 април 1834 година. След това в 1836 година строи „Света София“ в сливенската махала Ново село - на източната страна на църквата има каменна плоча с надпис: „Сия черква направи протомайстор Петко Петров от Брацигово“, а на западната страна има друга каменна плоча с дата 1836. В 1837 година завършва „Свети Никола“ в Дервент, както и „Свети Георги“ в Енина.